# Justice (tv-serie)
 For alternative betydninger, se Justice. (Se også artikler, som begynder med Justice)
Justice var en amerikansk tv-serie, der kørte på Fox fra 30. august 2006 til 22. december 2007, bestående af 13 afsnit. Den blev taget af programmet i 2007. Serien er skabt af Tyler Bensinger og David McNally, produceret af Jerry Bruckheimer, og har Victor Garber (kendt fra Alias og Titanic), Rebecca Mader (Lost), Kerr Smith (Dawson's Creek) og Eamonn Walker (Oz) i hovedrollerne, som advokater i det succesfulde TNT&G.
Afsnittene drejer sig om juridiske sager, hvor TNT&G's proces følges, og afslutningsvis afsløres det om "retfærdighed er sket fyldest," som seriens navn lægger op til. I seriens pilotafsnit – skrevet af McNally, Bensinger og Jonathan Shapiro – følges eksempelvis sagen om en mand, der i medierne beskyldes for at have myrdet sin kone med en golfkølle.

## Hovedpersoner
Victor Garber – på tv bedst kendt som Jack Bristow, far til Sydney Bristow (Jennifer Garner) i J.J. Abrams' Alias – spiller Ron Trott, mens Kerr Smith spiller den idealistiske Tom Nicholson. Rebecca Mader, ellers kendt som Charlotte Staples Lewis i Lost, spiller Alden Tuller, der beskæftiger sig med bevisførelse og hyringer til retssagerne, mens Eamonn Walker optræder som Luther Graves.

## Afsnit
| Nr. | Titel                       | Instruktør        | Forfatter                                        | Første sendedag    | Produktionskode | Nielsen Rating |
| --- | --------------------------- | ----------------- | ------------------------------------------------ | ------------------ | --------------- | -------------- |
| 1 | "Pilot"                     | David McNally     | Tyler Bensinger, Jonathan Shapiro, David McNally | 30. august 2006    | 276013          | 2.9/8          |
| TNT&G repræsenterer en ægtemand og far (Sam Trammell), der anklages for at have tævet sin kone til døde med en golfkølle, og som er dømt af medierne, før sagen overhoved er startet. De forsøger at bevise, at det var en ulykke og ikke bevidst.                 |                             |                   |                                                  |                    |                 |                |
| 2 | "Pretty Woman"              | David McNally     | Jonathan Shapiro                                 | 6. september 2006  | 3T5101          | 5.5/9          |
| Virksomheden repræsenterer en fattig universitetsstuderende (Amanda Seyfried), der er anklaget for at have stukket en musikproducer fra Hollywood til døde i et hotelværelse. Hun insisterer på at det var selvforsvar, men tingene bliver med at blive mørkelagt. |                             |                   |                                                  |                    |                 |                |
| 3 | "Behind the Orange Curtain" | Karen Gaviola     | Terri Kopp, Courtney Kemp Agboh                  | 13. september 2006 | 3T5103          | 4.9/8          |
| Bruden til en rig ejendomsmægler (Teddy Sears) forsvinder dagen før deres bryllup. Virksomheden repræsenterer bartenderen der er anklaget for at have dræbt hende, før liget overhoved er fundet.                                                                  |                             |                   |                                                  |                    |                 |                |
| 4 | "Addicts"                   | Paul McCrane      | Lauren Schmidt, Jonathan Shapiro                 | 20. september 2006 | 3T5104          | 3.7/6          |
| Virksomheden repræsenterer et vildt barn (Nikki Reed) der er en nær ven af Tom, og som anklages for at have myrdet sin tidligere kæreste i et rehabiliteringscenter.                                                                                               |                             |                   |                                                  |                    |                 |                |
| 5 | "Wrongful Death"            | Anthony Hemingway | Alfredo Barrios Jr.                              | 27. september 2006 | 3T5102          | 4.6/7          |
| Da en alenemor bliver dræbt på en rutsjebane i en temapark, repræsenterer TNT&G hendes nu forældreløse datter Makenzie Vega i det civile søgsmål mod det gigantiske konglomerat, der ejer parken. Men var hendes død en ulykke eller selvmord?                     |                             |                   |                                                  |                    |                 |                |
| 6 | "Crucified"                 | Jeffrey Hunt      | Craig O'Neill, Jason Tracey, Jonathan Shapiro    | 23. oktober 2006   | 3T5105          | 4.2/6          |
| Virksomheden påtager sig sagen om en udstødt teenager (Bug Hall), der er anklaget for at have dræbt skolens mobber på en højst usædvanlig måde. Tom tror ikke på ham, men vil han ændre mening, før det er for sent?                                               |                             |                   |                                                  |                    |                 |                |
| 7 | "Death Spiral"              | Dermott Downs     | Jonathan Shapiro, Courtney Kemp Agboh            | 30. oktober 2006   | 3T5107          | 4.3/7          |
| En millionærs søn og hans veninde fra arbejderklassen dør, da et lille fly styrter ned. Virksomheden repræsenterer pigens forældre (Kate Burton og Michael Dempsey) i et søgsmål mod millionæren, men det handler ikke om penge.                                   |                             |                   |                                                  |                    |                 |                |
| 8 | "Shark Week"                | Danny Cannon      | Alfredo Barrios Jr.                              | 6. november 2006   | 3T5106          | 3.8/6          |
| Virksomheden navigerer i ukendt farvand, da det repræsenterer en fremfusende internetmagnat (Matt Letscher) og hans aggressive bedste ven (MacKenzie Astin), da liget af den rige mands kone skyller op, halvt ædt af hajer.                                       |                             |                   |                                                  |                    |                 |                |
| 9 | "Shotgun"                   | David McNally     | Jonathan Shapiro                                 | 1. december 2006   | 3T5108          | 3.0/5          |
| Virksomheden repræsenterer parkeringsvagten ved TNT&G's kontorer, efter at politiet arresterer ham at have myrdet sin kone, da de eneste fingeraftryk på pistolen er hans.                                                                                         |                             |                   |                                                  |                    |                 |                |
| 10 | "Filicide"                  | Kevin Bray        | Lauren Schmidt, Alfredo Barrios Jr.              | 8. december 2006   | 3T5109          | 3.3/6          |
| Tingene bliver personlige for virksomhede, da Rons tidligere kæreste (Jane Seymour) anklages for at have dræbt sin teenagersøn, men hun fastholder, at det var i selvforsvar mod hendes grove søn.                                                                 |                             |                   |                                                  |                    |                 |                |
| 11 | "Prior Convictions"         | Deran Sarafian    | Jonathan Shapiro, Courtney Kemp Agboh            | 15. december 2006  | 3T5110          | 2.7/5          |
| En mand (Mykelti Williamson), som Luther med held anklagede for mord 15 år tidligere, da han var distriktsanklager, bliver nu hans klient, efter at manden er blevet anklaget for at have myrdet sin vært to måneder efter at være blevet benådet.                 |                             |                   |                                                  |                    |                 |                |
| 12 | "Christmas Party"           | Paul McCrane      | Craig O'Neill, Jason Tracey                      | 22. december 2006  | 3T5111          |                |
| Luther hjælper Tom med at forsvare en universitetsstuderende, der er anklaget for at have myrdet en taxichauffør. Imens er en baby blevet efterladt i TNT&G's kontorer, og Ron og Alden må finde dens forældre, mens resten af holdet er til den årlige julefest.  |                             |                   |                                                  |                    |                 |                |
| 13 | "False Confession"          | John Peters       | Alfredo Barrios Jr., Lauren Schmidt              | 28. februar 2007   | 3T5112          |                |
| En teenager-babysitter (Mae Whitman) bliver beskyldt for et barns død og tvunget til at tilstå. Til trods for den uretfærdige måde tilståelsen fremkom på, bliver det tilladt at bruge den i retten.                                                               |                             |                   |                                                  |                    |                 |                |

## Fodnoter
1. ↑  Liste over tv-serier Fox stoppede i 2007 (Webside ikke længere tilgængelig). Hentet 22. juni 2008.
2. 1 2 3 4  "Justice (2006) Episode Guide". TV.com. Arkiveret fra originalen 4. juni 2011. Hentet 2. februar 2010.
3. ↑  "The Hollywood Reporter".{{cite news}}:  CS1-vedligeholdelse: url-status (link)  (Webside ikke længere tilgængelig)
4. ↑  Zap2It.com

- Justice på Internet Movie Database (engelsk)
- Justice på Rotten Tomatoes (engelsk)
- Justice på Metacritic (engelsk)
- Justice hos The Movie Database (engelsk)
- Justice hos TheTVDB (engelsk)
- Justice hos TV.com (engelsk)